# Bosiljevo vára
Bosiljevo vára (horvátul: Stari grad Bosiljevo), várkastély Horvátországban, a Horvát Hegyvidék bejáratánál fekvő Bosiljevo falu területén.

## Fekvése
Bosiljevo várkastélya a falutól délnyugatra emelkedő sziklás magaslat oldalában található. A falutól és templomától egy szűk völgy választja el. Magát a várat egy olyan kősziklára építettek, melynek az északkeleti oldala meredeken zuhan az alatta fekvő síkságon csordogáló kis patakhoz.

## Története
Bosiljevo birtokosa a 15. században a Bosiljevo nembeli Bartol (Bertalan) comes volt, majd még ebben a században a Frangepánok tržaci ágának birtoka lett. 1461-ben már az ő kezükön említik. Valószínűleg ebben az időben épült a vár magja a négyszögletes alaprajzú lakótorony, ez a lakótorony szerepel ma is a település címerében. Később épült az a kerek torony, melyben a Szent Anna várkápolna helyezkedik el. A Frangepánok akiknek birtokai a török által veszélyeztetett területen voltak a török elleni harcok élén álltak. 1543-ban, amikor a török Bosiljevo, Ribnik és Novigrad környékét fosztogatta a Frangepán Farkas vezette horvát sereg Gackánál utolérte és szétverte őket. 1582 novemberében a török egészen Vinicáig perzselte fel a vidéket, amikor a Frangepánok csatára kényszerítették, majd még ugyanez év decemberben Bosiljevóig hatolt, amikor a károlyvárosi katonasággal vívtak véres csatát, melyben sok horvát is elesett. A következő évben a török újra elözönlötte Bosiljevo vidékét és Pribanjci falut felégette. A támadások hatására a Bosiljevo környéki falvak elnéptelenedtek, a lakosság nyugat felé, a Kulpa túloldalára menekült. Helyükre délről és keletről jöttek menekültek. 1645-ben a török ismét felégette a Bosiljevo környéki falvakat. 1671-ben Frangepán Ferencet és Zrínyi Pétert felségárulás miatt Bécsújhelyen lefejezték, birtokaikat pedig elkobozták. Bosiljevo várát egy Károlyvárosból jött császári csapat teljesen kifosztotta, szinte mindent elvittek, ami mozdítható volt. A kamara ezután Bosiljevo birtokát Erdődy III. Miklós horvát bánnak adta, majd házasság révén az Auspergereké lett. Ausperger gróf örökösei előbb Vojkovics Ignácnak adták át, majd miután visszakerült hozzájuk 1826-ban Laval Nugent császári tábornagynak adták el. A gróf nagy költséggel nyomban hozzálátott a középkori kinézetű vár modernizálásához és sok értékes műtárggyal rendezte be. A vár a gróf legkedveltebb tartózkodási helye volt, itt is halt meg 1862-ben. Bosiljevo a horvát nemzeti megújhodás és kulturális élet egyik központja lett. Nugent hívására az európai művészeti élet több kiválósága is megfordult itt. 1911-ben a vár Cossulich fiumei nagykereskedő tulajdona lett, aki teljes átépítésébe kezdett. A munkák során a kényelmi szempontok kerültek előtérbe és a vár minden eredeti részlete megsemmisült.

Bosiljevo tervrajza a 19. században

## A vár mai állapota
A Frangepánok középkori várából mára szinte semmi sem maradt, mert a 19. század első felében és a 20. század elején kényelmi szempontok alapján alapjaitól átépítették. A várnak háromszögletes udvara van, melyet délen és nyugaton magas védőfalak határolnak. A keleti oldalon, ahol a régi várkapu elhelyezkedett a falak sokkal alacsonyabbak. Ma a várba a déli oldalról átvezető kapun lehetne bejutni, ha nem lenne lezárva, ugyanis nem látogatható. A vár magja, egyben legrégibb része a négyszögletes lakótorony, mely bár átalakítva a középkori várból maradt meg. Itt volt a börtön és az őrség szálláshelye. Tőle jobbra áll a háromszintes várpalota, melyet nagyrészt Nugent gróf idejében építettek. Balra egy loggiával ellátott kétszintes épület áll, melynek első emeletéről egy oszlopcsarnok tetején kialakított teraszra lehet kijutni. A sziklára támaszkodó keleti oldalon kevés régi részlet maradt fenn. Itt található a kápolnatorony, melyben a Szent Anna tiszteletére szentelt várkápolna került kialakításra. A tornyot később egy terasszal és egy melléképülettel bővítették. Ebben a részben helyezkedhetett el a régi forrásokban említett domonkos rendi kolostor. A várpalota és a kápolnatorony közötti épületeket időközben lebontották. A megmaradt épületek is siralmas állapotban vannak, sok helyen a helyiségek mennyezete is beszakadt. A régi berendezésnek nyoma sincs. A kastély közvetlen közelében található húsz holdas parkot 1974-ben védetté nyilvánították. A parkban több száz éves famatuzsálemek is állnak még. A várkastély alatt egy patak forrása található, de valaha itt egy hatalmas tó is volt, mely mára elmocsarasodott.